# Martti Nieminen
Martin Aleksander "Martti" Nieminen (3. november 1891 – 29. marts 1941) var en finsk bryder som deltog i OL 1920 i Antwerpen. 
Nieminen vandt en bronzemedalje i brydning  under OL 1920 i Antwerpen. Han kom på en tredjeplads i brydning, græsk-romersk stil i vægtklassen sværvægt efter Adolf Lindfors fra Finland og Poul Hansen fra Danmark.